# 美女と野獣 (2017年の映画)
『美女と野獣』（びじょとやじゅう、原題: Beauty and the Beast）は、2017年に製作されたアメリカ合衆国の映画。フランスの民話『美女と野獣』に基づき1991年に制作されたディズニーの長編アニメーション映画作品『美女と野獣』の実写リメイク作品である。
ディズニーアニメの実写化作品としては初めて、ディズニー自らが制作や配給を担った。

## あらすじ
ロココ時代のフランス。傲慢な王子が主催する舞踏会に一人の乞食が現れて「嵐で道に迷ったので、一晩泊めて欲しい」と頼み込み、一輪の薔薇を差し出す。王子は乞食の醜さを嘲笑い申し出を拒否したため、乞食は魔女の正体を表し、王子と家来たちに呪いをかける。王子は醜い野獣に姿を変えられ、家来たちは家具に姿を変えられた。魔女は王子に対し、「薔薇の花びらが全て落ちるまでに、愛し愛されることを学ばなければ、呪いは永遠に解けない」と告げ城を後にし、人々から王子たちの記憶を消し去ってしまう。
数年後、城の近くにあるヴィルヌーブ村では、父モーリスと共に暮らすベルという女性がいた。彼女は物語を読みふけり冒険を夢見る教養ある女性だったが、村の人々は彼女の教養を理解せず奇異の目で見ていた。そんなベルに一目惚れした村の英雄・ガストンは男らしさを見せつけて求婚するが、彼の下品さや乱暴さ、そして人の話をあまり聞かないところを嫌っている彼女は求婚を断る。ガストンは物乞いのアガットを指差して「未婚のまま父親が死んだら、生活する術がなくなり物乞いになるしかなくなるぞ」と語りかけるが、ベルはそのまま彼を追い返してしまう。翌朝、モーリスはオルゴールを売りにパリに出かけるが、森の中で道に迷ってしまう。狼に追われたモーリスは森の中を逃げ回り、城に辿り着き一休みするが、喋るティーカップ（チップ）を見て驚き城を飛び出す。その際ベルから薔薇を土産に頼まれていたことを思い出したモーリスは、庭にある一輪の薔薇を取ったところを城の主・野獣に見つかってしまい、彼に捕らえられ監禁されてしまう。モーリスの愛馬フィリップが彼を乗せずに戻って来たのを見たベルは、父の身に何かあったと感じ、フィリップに乗り村を飛び出す。城に辿り着いたベルは牢獄に捕らえられているモーリスと再会するが、父は城から逃げるようにベルに告げる。そこに野獣が現れ、モーリスが薔薇を盗んだ罪で終身刑になったことを告げる。ベルは身代わりに城に残る決意をし、モーリスの代わりに牢獄に入った。
野獣の家来ルミエールは、ベルが呪いを解くための女性だと考え、コグスワースが引き留めるのを無視して彼女を牢獄から出して一室を与える。ルミエールたちはベルを晩餐会に誘うように野獣に提案し、野獣はその通りにするが、彼女が断ったため怒り出してしまう。その夜、ルミエールたちはベルのために豪華な晩餐会を開き彼女と交流するが、晩餐会が終わった後、ベルは立ち入りを禁じられていた西の塔に入ってしまう。ベルは野獣の居室で薔薇を見付け手を出そうとするが、野獣に見付かり追い出される。野獣の乱暴な振る舞いに耐え切れなくなったベルはフィリップに乗り城を飛び出すが、途中で狼に見付かり襲われる。そこにベルを追いかけてきた野獣が現れ狼を追い払うが、野獣は狼に噛まれて負傷する。傷ついた野獣を見かねたベルは家に帰るのをやめ、彼を連れて城に戻り手当てを行う。その際にポット夫人から「ご主人様は心優しい人だったが、母親の死後、厳格な父親に育てられて傲慢になってしまった」と野獣の生い立ちを聞かされ心を痛める。実はベルもまた幼い頃に母親を亡くしており、モーリスから詳しい事を聞き出そうとしても毎回言葉を濁されてしまい、もどかしく思っていたのだった。ベルは野獣の怪我が治った後も城に留まり、野獣と交流する。野獣は魔女から贈られた魔法の本をベルに見せ、魔法の力で彼女と共にパリの街に旅立つ。二人はパリの街にある小さな家に到着するが、そこはヴィルヌーブ村に移住する前にモーリスが住んでいた場所だった。部屋には医者がペスト治療を行う際に着けるマスクが置かれており、ベルは母親が生まれたばかりの自分を守るためにパリに残り死んだことを知る。いじめられっ子と元被虐待児童という互いの生い立ちを知った二人は、次第に慕い合うようになっていく。
一方、ヴィルヌーブ村に戻ったモーリスは、「ベルを助けるために野獣の城に来て欲しい」と人々に訴えるが、誰も彼の話を信じようとはしなかった。しかし、ベルとの結婚を認めさせる機会と考えたガストンは相棒のル・フウを連れてモーリスと共に城に向かうが、城への入り口が見付からずに右往左往するモーリスに対して怒りをぶつけてしまう。慌てて詫びるガストンだったが、モーリスはベルから聞かされていた以上に彼の野蛮で傍若無人な態度に怒り「娘との結婚は絶対に認めない」と言い放つ。逆上したガストンはモーリスを殴り倒し、森の中に放置して狼に襲わせようとする。ガストンとル・フウが立ち去った後、モーリスはアガットに助け出され村に戻り、自分を置き去りにしたガストンを責め立てる。しかし、ガストンは村の人々に対して「物乞いの証言など当てにならない」と反論し、モーリスを異常者扱いして精神病院に隔離しようとする。
ベルは野獣とのダンスを楽しみ、野獣はルミエールたちに後押しされて彼女に愛を告げようとするが、彼女が父親の身を案じていることを知り、魔法の鏡を使い村の様子を見せる。そこには精神病院に送られようとしているモーリスが映っており、野獣は鏡を持たせてベルを送り出す。野獣はルミエールたちにベルを自由にしたことを伝え、呆然とする彼らに別れを告げる。村に戻ったベルは、鏡を取り出して野獣の姿を見せ、父が異常者ではないことを証明する。ベルが、村の人々に野獣が心優しい存在だと語りかける姿を見たガストンは、彼女が野獣を愛していることを知って嫉妬し、村の人々を扇動して野獣の城を襲おうとする。モーリスと共に馬車に捕らえられたベルだったが、野獣を助けるために協力して逃げ出し、フィリップに乗って城へと向かう。
ルミエールたちは家財道具の振りをして油断させ、村の人々を相手に戦い城から追い出すことに成功するが、西の塔に入り込んだガストンは生きる希望を失い意気消沈する野獣に襲いかかる。ガストンに抵抗する気力すら無くしていた野獣は殺されそうになるが、駆け付けたベルを見て気力を取り戻し、ガストンを打ち倒す。しかし薔薇の花びらが残り一つだけとなり城が崩壊を始めたため、ベルを助けようと塔から飛び移った際に背後からガストンに銃撃され重傷を負ってしまう。ガストンはとどめを刺そうとするが、足場が崩落して転落死する。ベルは野獣を助けようとするものの、彼はもはや手遅れであり、ベルへの愛情の言葉を残して息絶えてしまった。そして野獣の死と同時に薔薇の花びらが全て落ちてしまい、ルミエールたちも人格を失いただの家具になってしまう。大切な人たちを失った絶望に打ちひしがれつつ野獣の遺体を前にベルは愛を告げるが、そこにアガットが現れて魔女の正体を表し、愛し愛されることを知った野獣の呪いを解く。すると野獣やルミエールたちは生き返って元の姿に戻り、人々も失っていた王子の記憶を取り戻す。元に戻った王子は人々を招待して舞踏会を開催し、ベルと愛を確かめ合いながらダンスを踊るのであった。

## キャスト
ベル
演 - エマ・ワトソン、日本語吹替 - 昆夏美
本作の主人公。読書と空想好きな父親思いの美しい女性だが、村人には変わり者と思われている。そのため、村にいた頃はいじめられていた。
野獣
演 - ダン・スティーヴンス、日本語吹替 - 山崎育三郎
魔女に呪いをかけられ醜い姿に変えられた王子。実は幼少期に冷酷な父親に教育虐待された過去を持つ。
ガストン
演 - ルーク・エヴァンス、日本語吹替 - 吉原光夫
本作のディズニー・ヴィランズでベルに求婚する村の英雄。本作では戦争から戻ってきた元軍人と設定されている。
モーリス
演 - ケヴィン・クライン、日本語吹替 - 村井國夫
ベルの父。本作では元絵描きのオルゴール職人と設定されている。ベルや自分を人間扱いしないガストンに「娘はお前にやらん」と言うなど気丈な面もある。
ル・フウ
演 - ジョシュ・ギャッド、日本語吹替 - 藤井隆
ガストンの相棒。当初はガストンに心酔していたが、彼の横暴さやモーリスへの仕打ちに心を痛め、彼を見限る。
ルミエール（燭台）
演 - ユアン・マクレガー、日本語吹替 - 成河
キザな給仕頭。本作では人型の燭台となっており、頭も蝋燭ではなく本体側にある。
コグスワース（時計）
演 - イアン・マッケラン、日本語吹替 - 小倉久寛
頭が硬い執事長。本作ではアニメ版よりも複雑なデザインになっている。本名はヘンリー。
ポット夫人（ティーポット）
演 - エマ・トンプソン、日本語吹替 - 岩崎宏美
家庭的なメイド頭。アニメ版と異なり本作では顔が側面にある。本名はベアトリス。
チップ（ティーカップ）
演 - ネイサン・マック、日本語吹替 - 池田優斗
ポット夫人の息子。やんちゃな性格。
マダム・ド・ガルドローブ（箪笥）
演 - オードラ・マクドナルド、日本語吹替 - 濱田めぐみ
歌手兼衣装係。アニメ版ではワードローブ、ミュージカル版ではマダム・デ・ラ・グランデ・ブーシェという名前だったが本作では名前が変更されており、デザインも大きく異なる。尚、マダム・ド・ガルドローブには口の大きな女支配人という意味がある。
マエストロ・カデンツァ（チェンバロ）
演 - スタンリー・トゥッチ、日本語吹替 - 松澤重雄
宮廷音楽家。アニメ版には登場しない本作オリジナルキャラクター。マダム・ド・ガルドローブの夫。
プリュメット（はたき）
演 - ググ・バサ＝ロー、日本語吹替 - 島田歌穂
ルミエールの彼女のメイド。アニメ版ではフェザーダスター、ミュージカル版ではバベットという名前だったが本作では名前が変更されており、姿も鳥型のはたきに変更された。
アガット
演 - ハティ・モラハン、日本語吹替 - 戸田恵子
村の物乞いとして登場するが、実は王子を野獣の姿に変えた魔女である。ガストンのせいで瀕死だったモーリスを助ける。本作では冒頭の語りも担当している。住居スペースは森にある倒木。
ジャン
演 - ジェラード・ホラン、日本語吹替 - 安崎求
物をしばしば紛失する村の陶芸家。実はポット夫人の夫であり、チップの父親である。
クロチルド
演 - ヘイドン・グワイン、日本語吹替 - RICO
村に住む女。実はコグスワースの妻。
ダルク
演 - エイドリアン・シラー、日本語吹替 - 福沢良一
ガストンの協力者。自分が管理する精神障害者向けの施設にモーリスを入所させようとする。
ペール・ロベール
演 - レイ・フィアロン、日本語吹替 - 田中美央
村のチャプレン。チャペルの図書館に所蔵されている本をベルに貸す。
シャポー（コート掛け）
演 - トーマス・パッデン、日本語吹替 - 広田勇二
執事。普段はドアの開け閉めを担当している。
ベルの母
演 - ゾーイ・レイニー、日本語吹替 - 大地葉
物語開始時点ですでに故人。パリに住んでいたがベルを産むとペストに感染した為、モーリスは赤子だったベルと別れた後、病死した。彼女の死はモーリスのトラウマになっている。
スタンリー
演 - アレクシス・ロワゾン、日本語吹替 - 根本泰彦
ガストンの子分の一人。マダム・ド・ガルドローブからの攻撃によって女装させられる。

## 製作

### 企画
ディズニーは1994年に上演されたミュージカル版美女と野獣の映画化を企画していたが、アラン・メンケンは2011年のインタビューで映画化が「缶詰状態」と述べていた。その後、ウォルト・ディズニー・ピクチャーズは『アリス・イン・ワンダーランド』『マレフィセント』『シンデレラ』『ジャングル・ブック』などの実写化作品を発表し、『美女と野獣』のリメイク版の製作を進めた。2014年6月にビル・コンドンが監督に起用され、9月下旬にはスティーヴン・チョボスキーがエヴァン・スピリオトポウロスの脚本を修正するために起用された。
2015年1月にエマ・ワトソンが、主演のベル役に起用されたことが発表された。ワトソンの起用はアラン・ホルンの指名であり、彼女が出演したハリー・ポッターシリーズを手がけていた。同年3月にはダン・スティーヴンスとルーク・エヴァンスの起用が発表された。1994年のミュージカル版でベル役を演じたスーザン・イーガンは、ワトソンの起用に対して「完璧」とコメントしている。また、アニメ版でベル役を演じたペイジ・オハラは、自身がワトソンに歌のレッスンを行うことを提案した。
2015年5月18日にイングランド・サリーにあるシェパートン・スタジオで主要撮影が開始された。撮影は8月21日まで行われ、6日後に共同プロデューサーのジャック・モリッシーがクランクアップを報告した。

### 音楽
1991年のアニメ版の音楽はファンから高い評価を得ており、ビル・コンドンが監督を引き受けたのも、この音楽に魅力を感じていたためと語っている。コンドンは「アニメ版は、当時のディズニー作品の中では現代的でダークな内容だった。そのビジョンを取り入れて、他の要素が作用するように根本的に改革する必要があった」と述べている。
コンドンはアニメ版のオリジナルだけを採用する予定だったが、後にメンケン、ハワード・アッシュマン、ティム・ライスの手掛けたミュージカル版の音楽も映画に取り入れ、「ストレートかつ実写的で大規模なミュージカル映画」にすることに決めた。彼らはオリジナル版の楽曲の他に新たに作詞・作曲した楽曲を取り入れた。メンケンはミュージカル版の楽曲は使用せず、新たに「アリア（Aria）」「時は永遠に（How Does a Moment Last Forever）」「デイズ・イン・ザ・サン〜日差しをあびて〜（Days in the Sun）」「ひそかな夢（Evermore）」の4曲を映画のために作曲した。しかし、ミュージカル版で使用された「Home」という楽曲のインストゥルメンタルだけは、ベルが城に入る場面で使用されている。
エンドクレジットで流れる主題歌にはアニメ映画版の主題歌「美女と野獣（Beauty and the Beast）」が使用され、アリアナ・グランデとジョン・レジェンドが歌っている。アニメ映画版で主題歌を歌ったセリーヌ・ディオンはエンドソングとして本作オリジナルの挿入歌「時は永遠に（How Does a Moment Last Forever）」を歌っているが、彼女は夫のレネ・アンジェリルと死別した直後だったため、参加を迷っていたという。ディオンは「1991年の『美女と野獣』への参加は、マネージャーだった夫が決めました。今、私は自分の意志でこの作品への参加を決めましたが、それは難しい決断でした。私はすぐに「イエス」と言うことが出来ずにいました」と語っている。また、ジョシュ・グローバンが2017年1月26日に「ひそかな夢」を担当することが発表された。

## 挿入歌
| タイトル                                                                                 | 歌唱キャラクター |
| ---------------------------------------------------------------------------------------- | --- |
| アリア Aria                                                                              | マダム・ド・ガルドローブ |
| 朝の風景 Belle                                                                           | ベル |
| 時は永遠に (ミュージックボックス・バージョン) How Does a Moment Last Forever (Music Box) | モーリス |
| 朝の風景 (リプライズ) Belle (Reprise)                                                    | ベル、ガストン、アンサンブル |
| 強いぞ、ガストン Gaston                                                                  | ガストン、ル・フウ、アンサンブル |
| ひとりぼっちの晩餐会 Be Our Guest                                                        | ルミエール、コグスワース、ポット夫人、プリュメット                                                                                           |
| デイズ・イン・ザ・サン〜日差しをあびて〜 Days in the Sun                                 | 少年時代の王子、マエストロ・カデンツァ、ルミエール、プリュメット、ポット夫人、マダム・ド・ガルドローブ、ベル、コグスワース、シェフ・ブーシュ |
| 愛の芽生え Something There                                                               | ベル、野獣、ポット夫人、チップ、コグスワース、ルミエール、プリュメット                                                                       |
| 時は永遠に (モンマルトル・バージョン) How Does a Moment Last Forever (Montmartre)        | ベル |
| 美女と野獣 Beauty and the Beast                                                          | ポット夫人 |
| ひそかな夢 Evermore                                                                      | 野獣 |
| 夜襲の歌 The Mob Song                                                                    | ガストン、ル・フウ、アンサンブル、ポット夫人、コグスワース、マエストロ・カデンツァ、チップ、プリュメット、ルミエール、ジャン、クロチルド     |
| 美女と野獣〜フィナーレ〜 Beauty and the Beast (Finale)                                   | マダム・ド・ガルドローブ、ポット夫人、アンサンブル                                                                                           |

## 興行収入

### 日本
2017年4月21日に全国773スクリーンで封切られ、初日2日間で動員数72万9114人、興行収入10億6536万2800円を記録し、週末映画ランキングでは初登場1位となった。これは、『アナと雪の女王』を上回る記録である。その後、ランキングで公開以来7週連続首位となり、興行収入は公開42日目で100億円を突破し、さらにIMAXの上映も6月17日より2週間限定で全国27の劇場で上映されることが決定した。最終的な興行収入は124億円となり、2017年の映画興行成績で第1位となった他、これまでに日本国内で公開されたミュージカル映画で歴代1位となるヒットを記録している。
|                                   | 動員 （万人） | 動員 （万人） | 動員 （万人） | 興収 （億円） | 興収 （億円） | 備考                                               |
| 週末                              | 週末          | 累計          | 週末          | 累計          |               | 備考                                               |
| --------------------------------- | ------------- | ------------- | ------------- | ------------- | ------------- | -------------------------------------------------- |
| 1週目の週末 (2017年4月22日・23日) | 1位           | 72.9          | 95.1          | 10.7          | 13.8          |                                                    |
| 2週目の週末 (4月29日・30日)       | 1位           | 68.4          | 248.1         | 11.2          | 36.5          |                                                    |
| 3週目の週末 (5月6日・7日)         | 1位           | 62.9          | 473.1         | 8.9           | 67.0          |                                                    |
| 4週目の週末 (5月13日・14日)       | 1位           | 42.0          | 564.9         | 5.8           | 79.4          |                                                    |
| 5週目の週末 (5月20日・21日)       | 1位           | 30.7          | 637.4         | 4.3           | 89.2          |                                                    |
| 6週目の週末 (5月27日・28日)       | 1位           | 24.3          | 692.8         | 3.5           | 96.8          |                                                    |
| 7週目の週末 (6月3日・4日)         | 1位           | 21.6          | 745.7         | 3.1           | 103.8         |                                                    |
| 8週目の週末 (6月10日・11日)       | 3位           | 20.5          |               | 2.9           | 109.6         |                                                    |
| 9週目の週末 (6月17日・18日)       | 2位           | 15.3          |               | 2.2           | 114.2         | 週末動員は『22年目の告白 -私が殺人犯です-』が1位。 |
| 10週目の週末 (6月24日・25日)      | 2位           | 14.4          |               | 2.1           | 118.1         | 週末動員は『22年目の告白 -私が殺人犯です-』が1位。 |
| 11週目の週末 (7月1日・2日)        | 5位           | 8.8           | 872.2         | 1.1           | 120.8         |                                                    |
| 12週目の週末 (7月8日・9日)        | 9位           |               |               |               | 122.0         |                                                    |
| 最終                              |               |               |               |               | 124.0         |                                                    |

## 受賞・ノミネート
| 賞                    | カテゴリ       | 対象                                   | 結果       | 出典   |
| --------------------- | -------------- | -------------------------------------- | ---------- | ------ |
| MTVムービー・アワード | 作品賞         | 美女と野獣                             | 受賞       | [ 53 ] |
| MTVムービー・アワード | 演技賞         | エマ・ワトソン                         | 受賞       | [ 53 ] |
| MTVムービー・アワード | ベストキス賞   | エマ・ワトソン、ダン・スティーヴンス   | ノミネート | [ 53 ] |
| MTVムービー・アワード | ベストデュオ賞 | ジョシュ・ギャッド、ルーク・エヴァンス | ノミネート | [ 53 ] |

## 論争
本作には同性愛者のキャラクターとしてル・フウが登場することから物議を醸している。
ロシアでは同性愛に対する批判を続けてきた下院議員ビタリー・ミロノフが「（ロシアで2013年に禁止された）同性愛の宣伝に当たる」と非難し、文化相ウラジーミル・メジンスキーに上映禁止を要求した。2017年3月7日、ロシア文化省報道官は本作を16歳以上の年齢制限付きで公開すると発表した。
アメリカ合衆国でもアラバマ州ヘナガーにある映画館が、同性愛の内容が含まれるという理由で本作を上映しないとFacebookで表明した。
マレーシアでは同性愛を描いたシーンを検閲当局がカットしたことが明らかとなった。このためディズニーは、2017年3月14日、マレーシアでの本作の公開を無期限で見送ると発表した。のちに、13歳未満が鑑賞する場合には保護者の同意を必要とする「P13」作品に指定した上で、カットや修正を行わずオリジナルのまま公開することが決まった。

## テレビ放映
| 回 | 放送日       | 放送時間      | 放送局     | 放送枠           | 平均世帯 視聴率 | 備考                                                        |
| -- | ------------ | ------------- | ---------- | ---------------- | --------------- | ----------------------------------------------------------- |
| 1  | 2019年6月7日 | 21:00 - 23:29 | 日本テレビ | 金曜ロードSHOW!  | 15.6%           | 地上波初放送（本編ノーカット） 番組アンバサダー：吉田沙保里 |
| 2  | 2023年6月9日 | 21:00 - 23:19 | 日本テレビ | 金曜ロードショー | 6.2%            |                                                             |

BS放送であるディズニー・チャンネルでは、2021年7月17日に同チャンネル初放送として放映された。